# کوه آسو
۳۲°۳۱′۴۹″شمالی ۱۳۱°۰۳′۴۱″شرقی / ۳۲٫۵۳۰۴°شمالی ۱۳۱٫۰۶۱۴°شرقی

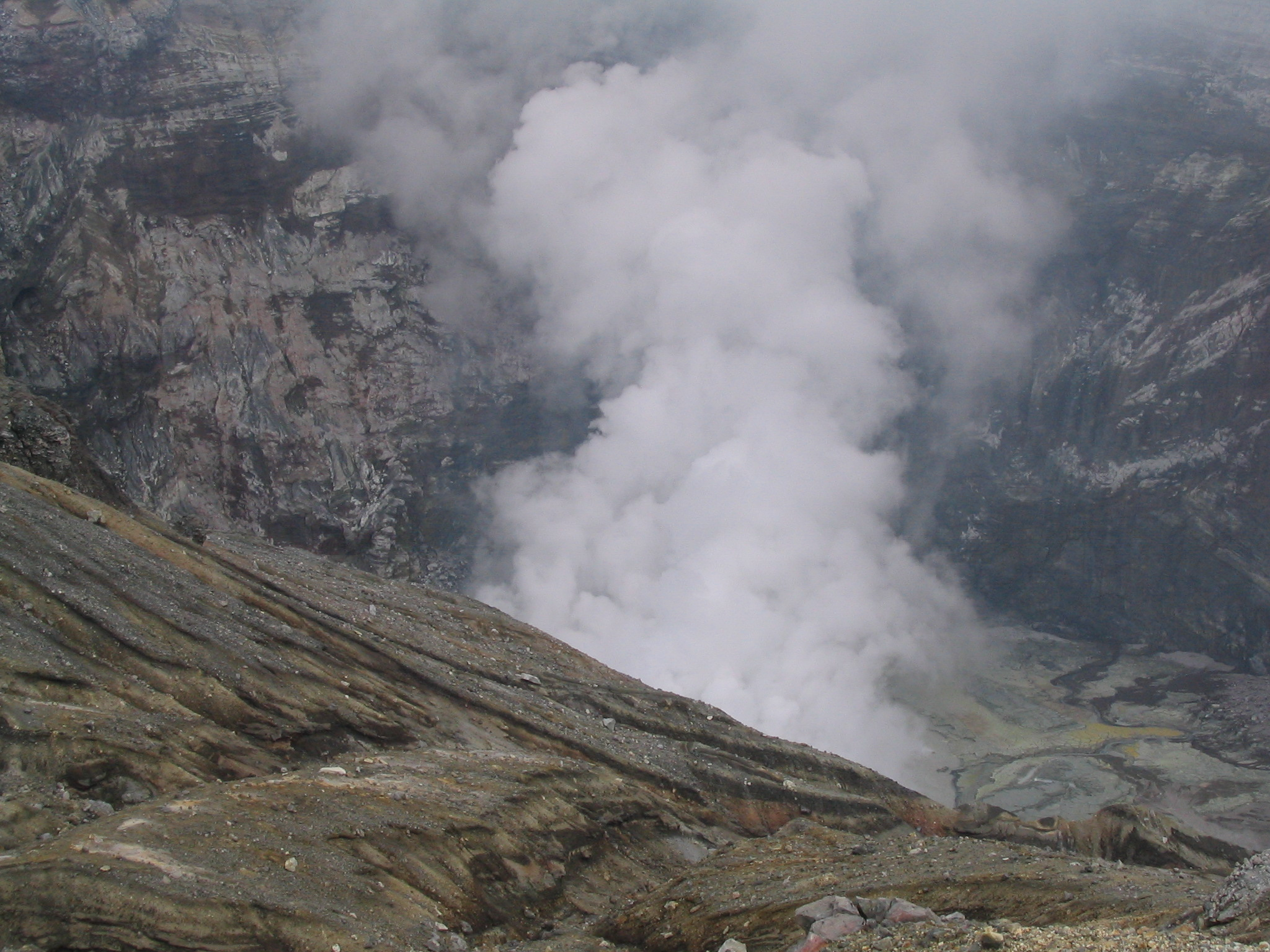

کوه آسو بزرگ‌ترین کوه فعال آتشفشان در ژاپن و یکی از بزرگ‌ترین آتشفشان‌های فعال جهان است. این کوه بر جزیرهٔ کیوشو واقع شده است. قلهٔ آن ۱۵۹۲ متر بالاتر از سطح دریاست.